# Begraafplaats van Bachy
De Begraafplaats van Bachy is een gemeentelijke begraafplaats in de Franse gemeente Bachy in het Noorderdepartement. De begraafplaats ligt aan de oostkant van het dorpscentrum.

## Oorlogsgraf
Op de begraafplaats bevindt zich een Brits oorlogsgraf uit de Tweede Wereldoorlog. Het graf is geïdentificeerd en wordt onderhouden door de Commonwealth War Graves Commission. In de CWGC-registers is de begraafplaats opgenomen als Bachy Communal Cemetery.